# Juan José García Caffi
Juan José García Caffi es un músico argentino-español, compositor, arreglista  y director de orquesta. Se ha orientado principalmente a la música popular argentina, como integrante del Cuarteto Zupay y a la música clásica, como director de orquesta. Se encuentra radicado en España desde 1975. Entre sus composiciones se destacan aquellas realizadas como bandas sonoras de películas, como Nazareno Cruz y el lobo.

## Trayectoria
Sobre sus inicios él mismo cuenta:

"Mi madre es poeta, pintora, y en mi familia todos tocan instrumentos musicales. Creo que nací con una inclinación musical y después la fui desarrollando. Tuve grandes maestros, estudie mucho y siempre tome la música como algo serio."
Juan José García Caffi.

En un libro sobre el Cuarteto Zupay, su hermano daría más detalles sobre su infancia y sus inicios en la música:

"La tradición familiar de los García Caffi indicaba que cada fin de año se celebrara con cantos, representación de zarzuelas y breves piezas de teatro. La abuela, entonces, interpretaba al violín, y como dice Pedro Pablo: "mis hermanos y yo formábamos un coro a cinco voces" A medida que los años pasaron, esas reuniones se renovaban en cuanto a repertorio."
Ana Clara Rivas.

Compositor y director de orquesta, el maestro Juan José García Caffi realizó estudios de posgrado con los maestros Erwin Leuchter, Guillermo Gratzer, Clelia Troisi, Jacqueline Ibelz, Alberto Ginastera, Jean Fournet, Ernesto Halfter y Johan Elhert.
Catedrático honorífico por la Universidad Nacional de San Juan, ha creado la agrupación de Cámara de la Universidad Nacional de Buenos Aires, de los Madrigalistas del Buen Ayre, del Cuarteto Zupay y recientemente de la Camerata Académica de Madrid.
En 1966,  junto con su hermano Pedro Pablo García Caffi, fundó el Cuarteto Zupay, uno de los más destacados grupos vocales de la historia de la música argentina. En ese momento el grupo se integró también con Eduardo Vittar Smith y Aníbal López Monteiro. Con los Zupay grabó los dos primeros álbumes, Folklores sin mirar atrás, volúmenes 1 y 2, encargándose de los arreglos vocales e instrumentales.
Dejó el grupo en 1969, pero realizó los arreglos musicales del mismo, en los álbumes de 1972 (Si todos los hombres...), 1973 (Cuarteto Zupay) y 1977 (El arte de Zupay).
En Argentina y América Latina ha dirigido prácticamente todas las orquestas sinfónicas de cierto relieve, destacándose sus presentaciones con la Orquesta Filarmónica de Buenos Aires, la Orquesta Sinfónica Ibérica en el Teatro Municipal de Caracas y el Palacio de Bellas Artes de México y la Orquesta de Festivales de Nueva York en el Carnegie Hall. Otras importantes orquestas que ha dirigido son las orquestas nacionales de Perú, Ecuador, Puerto Rico, Sinfónica de Venezuela, Sinfónica de Caracas, Sinfónica de México, Filarmónica de Montevideo, la Orquesta Filarmónica de Mendoza, las orquestas sinfónicas de Paraná y Tucumán, y la del Teatro Argentino de La Plata, la Orquesta de Radiotelevisión Española, las orquestas sinfónicas de Bilbao y de Tenerife, la Orquesta Sinfónica de Madrid, la Orquesta Sinfónica Manuel de Falla, la Royal Philarmonic Orchestra, la English Chamber Orchestra, etc. Entre 1983 y 1995 dirigió la Agrupación Lírica de Madrid y la Orquesta de Cámara de San Pablo.
En 1975 se radicó en Madrid, adoptando la doble nacionalidad argentina-española. Ha colaborado en distintas ocasiones con el Ministerio de Cultura, quien le encomendó una serie de arreglos y adaptaciones sinfónicas para el Ballet Nacional y la recopilación de la música para Bailes de la Escuela Bolera Española de los siglos XVIII y XIX.
Ha dirigido las orquestas Sinfónica del Principado de Asturias, Sinfónica de Barcelona, Nacional de Catalunya, Radio y Televisión Española, Sinfónica de la Comunidad de Madrid, Sinfónica de Euskadi, de Bilbao, de Tenerife, Manuel de Falla de Cádiz, Filarmónica de Málaga, Filarmónica de Andalucía, Orquestra Sinfónica de las Islas Baleares, Sinfónica de la Región de Murcia, Filarmonía de Madrid o la Real Orquesta Sinfónica de Sevilla, entre otras.
En 1980 intervino en el simposio de la nueva grafía musical celebrado en la ciudad de Roma, dentro del marco del programa Los Compositores del siglo XX.
En 1981 obtuvo en Ginebra (Suiza), el Prix de la Musique, otorgado por la crítica especializada, al músico más destacado.
En 1983 fue director del Festival Internacional de la Música, celebrado en la Isla de Madeira, organizado por el gobierno Portugués. Dirige la Orquesta de Radio y Televisión Portuguesa, Orquesta de Cámara de Roma, Orquesta Filarmónica de Praga, Sinfónica de Bratislava, Sinfónica de Budapest, Orquesta de Cámara de Londres y la Royal Philharmonic Orchestra.
Entre 1984 y 1995, fue simultáneamente director titular de la Orquesta de Cámara de la Sociedad de San Pablo y de la Agrupación Lírica de Madrid.
Realizó una serie de arreglos sinfónicos de obras del repertorio lírico internacional para el tenor José Carreras, obras que luego interpreta con Los Tres Tenores.
La Orquesta Filarmónica de Buenos Aires le encarga los arreglos de Tango Sinfónico para la celebración de su 50.º aniversario, y la posterior clausura de la afamada Semana Internacional del Tango celebrada en diciembre de 1999 en el Teatro Colon de Buenos Aires con dicha Orquesta y el Coro Polifónico Nacional Argentino.
En el 2002, por encargo de la Fundación Autor de España, grabó un CD con la Orquestra Simfónica de Barcelona i Nacional de Catalunya, y tras ser editado en los Estados Unidos, obtuvo en el 2003 una nominación a los premios Grammy latinos por la mejor obra sinfónica.
Como compositor, Juan José García Caffi, ha compuesto las bandas musicales de más de 60 películas, entre ellas Nazareno Cruz y el lobo de Leonardo Favio, Kidnapping de León Klimovsky, Call girls de Eugenio Martín, Viaje al centro de la Tierra de Juan Piquer, Los pazos de Ulloa, Epílogo y parranda de Gonzalo Suárez, Ehun Metro de Alfonzo Ungria, Curro Jiménez de Pilar Miró, etc. Entre las canciones populares compuestas, se destacan Chacarera de la copla perdida y Balada para mi tierra, con letras de su madre Lupe García Caffi, que fueran grabadas por el Cuarteto Zupay.
Dirigió los espectáculos musicales The Rocky Horror Show (Buenos Aires 1975; Barcelona 1985; Londres 1986), Evita (Madrid 1980; Barcelona 1984), The Sound of Music (Madrid 1987), Cabaret (Buenos Aires 1988) y Los Miserables (Madrid 1992), con gran éxito y obtención de discos de oro y de platino, La Bella y la Bestia (producción original de Disney, Madrid 2000) y Jekyll & Hyde (Madrid 2000, con la que fue candidato a Mejor Director Musical en los premios Max de teatro).
A lo largo del año 2004, García Caffi incorpora a su actividad musical, la dirección de la obra sinfónica de Joan Manuel Serrat en la gira por América y España. También en este año se suma a la agrupación Les Luthiers para dirigir su obra sinfónica Concerto Grosso.
Desde el año 2005, hasta la actualidad, García Caffi desarrolla su actividad de compositor y director de orquesta entre Europa y América. Dentro de este período destacan sus grabaciones con la Orquesta y Coro de Radio y Televisión Española de Tango Sinfónico; la grabación de repertorio latinoamericano y la versión actual del Himno Nacional de Argentina con la Orquesta Filarmónica de Praga, y la obra Cyrano de Bergerac de Frank Wilhorn con la Orquesta Sinfónica de Bratislava.
En el 2011 dirige el “Concierto Conmemoración” del 25 aniversario de la Academia de las Artes y las Ciencias Cinematográficas de España, con la Orquesta Sinfónica de Radio Televisión Española, en concierto emitido para toda España por la cadena televisiva estatal.
Dirige asiduamente en las principales salas de concierto de Rusia. Dirige la Orquesta Sinfónica del Estado de Siberia, en Bryanks, en Tomsk, en la sala Svetlanov de la Gran Casa Internacional de la Música de Moscú, en el Teatro Bolshoi, en Krasnoyark y en el Gran Palacio de Catalina la Grande en Pushkin. En 2018 fue nombrado "Director del Año", en el "Festival de los Palacios de San Petersburgo".
Entre las distinciones recibidas se encuentran el Prix de la Musique en 1981, que otorga la crítica especializada de en Ginebra (Suiza) al músico más destacado; la condecoración por la Benemérita Orden Tercera de Castilla y León a la Excelencia Artística en 1990; su nombramiento como miembro de número de la Academia de las Artes y Ciencias Cinematográficas de España, Obtuvo el Diploma de Honor de la Asociación Argentina de Música de Cámara (1973) y el diploma al Mérito Artístico de la Universidad Nacional de Buenos Aires (1975); etc.

## Relaciones familiares
La poeta, cantante, escritora y pintora Lupe García Caffi (María Guadalupe García Caffi Bollada) es su madre.
El músico, cantante, productor, director de escena, cineasta, gestor cultural, intelectual Pedro Pablo García Caffi; el músico, político y gestor cultural Eduardo Emanuel Garcia Caffi y la actriz y cantante Graciela García Caffi son sus hermanos.

## Discografía

### Álbumes con el Cuarteto Zupay
1. Folklore sin mirar atrás, Trova TL 13, 1967
2. Folklore sin mirar atrás Vol. 2, Trova TL 18, 1968